# Війниця (Володимирський район)
Ві́йниця — село в Україні, у Затурцівській сільській громаді Володимирського району Волинської області. Населення становить 298 осіб

## Назва
Уперше згадується назва Війниця, як Уймиця Павловицька (відповідно до оригіналу). Біля Локачів було село Уйма Локацька, яке зараз входить до містечка. Але вже в 1577 році згадується тільки як Уймиця, без Павловицька.
У грамоті за 1577 рік вказується, що новому власнику Локачів князю Романові Санґушку належать навколишні села: Уйма, Цевеличі, Крухиничі, Заячиці, Павловичі, Уймиця, Холопичі і Козлів. Така назва як Уймиця збереглася до 1797 року, до третього поділу Польщі, у результаті якого Волинь відійшла до Росії. В архівах Луцька у 1797 році село ще називалось Уймиця, а вже у 1800 році в Клірових відомостях Війниця згадується як Воймиця, і не село, а «деревня».
Так «деревня» Воймиця згадується і в останньому архіві Царської Росії за 1911 рік. А вже у 1921 році, за часів Польщі, згадується нинішня назва — село Війниця. 
Український варіант — Війниця, який зберігся і донині, був введений вже після 1945 року.

## Історія
Уперше в історичних документах село Війниця згадується у 1542 році, а села Павловичі, Губин, Михайлівка та Тумин — у 1545 році. Але ще з давніх часів ця територія була заселена слов'янськими племенами, зокрема дулібами (які пізніше стали зватися бужанами), а у XII ст. увійшла до складу Волинського князівства.
У 1199 році Волинське князівство об'єдналося з Галичиною. Утворилося Галицько-Волинське князівство, яке практично постійно перебувало в стані воєнних конфліктів із литовськими, польськими й угорськими феодалами. І весь цей час піддавалося спустошливим ординським набігам.
У 1241 році Галицько-Волинське князівство підпало під владу Золотої Орди, а потім поступово увійшло до складу Литви і більшу частину свого існування воно контролювалося Великим князівством Литовським.
Після об'єднання Великого князівства Литовського з Польщею згідно Люблінської унії 1569 року й утворення Речі Посполитої, ці землі підпали під польський контроль.
Під час Визвольної війни українського народу під керівництвом Богдана Хмельницького ці землі протягом кількох років були ареною воєнних дій козаків і поляків, у яких брали участь і місцеві жителі, а після Другого поділу Польщі у 1793 році увійшли до складу Росії.
У роки Першої світової війни тут кілька разів проходила лінія фронту між російськими й австро-німецькими військами, що призвело до практично повного знищення населених пунктів.
У період 1917—1920-х років ці землі побували під владою різних держав і наприкінці 1920 року ввійшли до складу Польщі, а восени 1939 року — до складу Радянської України.
У перші дні Німецько-радянської війни землі Війницької сільської ради стали ареною запеклих бойових дій. На лінії Устилуг — Володимир-Волинський — Війниця — Затурці — Торчин протягом 22—24 червня 1941 року радянські бійці 5-ї армії зупинили нацистів, які проривалися в напрямку Луцька.
До 20 червня 2018 року — адміністративний центр Війницької сільської громади Локачинського району Волинської області.
З 20 червня 2018 року у складі Війницької сільської об'єднаної територіальної громади.
19 липня 2020 року, в результаті адміністративно-територіальної реформи та ліквідації  Локачинського району, село увійшло до новоутвореного Володимир-Волинського району (від 18 липня 2022 Володимирського).

## Населення
Згідно з переписом УРСР 1989 року, чисельність наявного населення села становила 313 осіб, з яких 139 чоловіків та 174 жінки.
За переписом населення України 2001 року, у селі мешкала 291 особа.

### Мова
Розподіл населення за рідною мовою за даними перепису 2001 року:
| Мова       | Кількість | Відсоток |
| ---------- | --------- | -------- |
| українська | 296       | 99.33%   |
| російська  | 2         | 0.67%    |
| Усього     | 298       | 100%     |

## Залізнична дорога
Під час Першої світової війни була побудована залізнична дорога Володимир-Волинський — Війниця.
Згодом польська влада планувала продовжити залізницю. Нею їздили і вантажні, і пасажирські поїзди. Ця лінія повинна була пролягти через Торчин та з'єднати Луцьк і Володимир-Волинський. Утім, цього не сталося.